# Kozokrvina
Kozokrvina (kozja krv, lat. Lonicera), veliki biljni rod iz porodice kozokrvnica kojemu pripada preko 190 vrsta listopadnih, rjeđe poluzimzelenih ili zimzelenih penjačica ili uspravnih grmova. U Hrvatskoj raste nekoliko vrsta, od kojih se Borbaševa kozja krv (L. borbasiana) vodi kao hrvatski endem.
Poznatije vrste su isprepletena kozja krv (Lonicera implexa), planinska kozja krv ili sitno pasje grožđe (L. alpigena), modra kozja krv (L. caerulea), crvena kozja krv (L. xylosteum) i druge
Rod je nekada nazivan Caprifolium, i po njemu je porodica dobila ime, ali se danas naziva Lonicera po njemačkom botaničaru Adamu Loniceru.

## Opis
Kozokrvina (rod Lonicera), rod je od oko 180 vrsta ukrasnog grmlja i penjačica iz porodice Caprifoliaceae. Kozokrvine su porijeklom iz umjerenih zona obje hemisfere, ali također rastu na Himalaji, južnoj Aziji i sjevernoj Africi; većina vrsta nalazi se u Kini. Kozokrvine cvjetaju u bilo kojoj običnoj vrtnoj zemlji, a mnoge se uzgajaju zbog atraktivnih cvjetova.
Fizički opis
Ove biljke mogu biti zimzelene ili listopadne, s jednostavnim listovima nasuprotno raspoređenim duž stabljike. Zimski lisni pupoljci imaju karakteristične ljuske. Većina vrsta ima dvousne mirisne cvjetove sa slatkim nektarom. Cjevasti cvjetovi obično rastu u paru. Plod je crvena, narančasta ili crna bobica koja je privlačna divljim životinjama.

## Vrste

### Glavne vrste
Prava kozokrvina (Lonicera caprifolium) porijeklom su iz Euroazije, ali su se ustalili u Sjevernoj Americi. Njegove grozdaste ljubičasto-bijele cvjetove koji cvjetaju noću uglavnom se oprašuju noćnim moljcima ljiljcima, jer su cvjetne cijevi preduge za većinu drugih insekata da dođu do nektara. Plod je crveno-narančasta bobica.
Još jedna vrsta penjačica je divovska “burmanska kozokrvina” (L. hildebrandiana), s tamnozelenim listovima od 15 cm, žutim cvjetovima od 17 cm i zelenim bobicama. Japanska lpzpkrvina (L. japonica) iz istočne Azije postala je invazivna vrsta u mnogim područjima jer raste preko drugih biljaka i zatvara svjetlo. Ima mirisne žućkasto bijele cvjetove i crne bobice. Vazdazelena kozokrvina (L. sempervirens) ima ovalne, ponekad spojene listove i penju se visoko u šumsko drveće. Njegovi narančasto-grimizni klasovi cjevastih cvjetova s pet režnjeva od 5 cm i crvenih bobica uobičajeni su diljem istočne Sjeverne Amerike.
Šumska kozokrvina  (L. periclymenum), porijeklom iz Euroazije, vijugaju se do 6 metara. Njegove vijugave grozdove s mnogo cvjetova žućkastoljubičastih cvjetova prate crvene bobice. Neke od vrtnih sorti cijenjene su zbog svog mirisa.
Neke od raširenijih grmolikih kozokrvina su tatarska kozokrvina (L. tartarica), iz jugoistočne Europe i Sibira, te četiri kineske vrste - “zimska kozokrvina” (L. fragrantissima), L. pileata, L. nitida, i L. syringantha.

### Popis vrsta
1. Lonicera acuminata Wall.
2. Lonicera affinis Hook. & Arn.
3. Lonicera alberti Regel
4. Lonicera albiflora Torr. & A.Gray
5. Lonicera alpigena L., sitno pasje grožđe, alpsko pasje grožđe
  1. Lonicera alpigena subsp. glutinosa (Vis.) Kit Tan & Ziel., ljepljiva kozja krv
6. Lonicera altmannii Regel & Schmalh.
7. Lonicera × americana (Mill.) K.Koch
8. Lonicera angustifolia Wall. ex DC.
9. Lonicera anisocalyx Rehder
10. Lonicera anisotricha Bondarenko
11. Lonicera annamensis Fukuoka
12. Lonicera apodantha Ohwi
13. Lonicera arborea Boiss.
14. Lonicera arizonica Rehder
15. Lonicera asperifolia (Decne.) Hook.f. & Thomson
16. Lonicera aucheri Jaub. & Spach
17. Lonicera biflora Desf.
18. Lonicera bournei Hemsl.
19. Lonicera braceana Hemsl.
20. Lonicera bracteolaris Boiss. & Buhse
21. Lonicera brevisepala P.S.Hsu & H.J.Wang
22. Lonicera buchananii Lace
23. Lonicera buddleioides P.S.Hsu & S.C.Cheng
24. Lonicera buschiorum Pojark.
25. Lonicera caerulea L., modra kozja krv
26. Lonicera calcarata Hemsl.
27. Lonicera calvescens (Chun & F.C.How) P.S.Hsu & H.J.Wang
28. Lonicera cambodiana Pierre ex Danguy
29. Lonicera canadensis J.Bartram & W.Bartram ex Marshall
30. Lonicera caprifolium L., prava kozja krv
31. Lonicera carnosifolia C.Y.Wu
32. Lonicera caucasica Pall.
33. Lonicera cerasina Maxim.
34. Lonicera cerviculata S.S.White
35. Lonicera chamissoi Bunge
36. Lonicera chrysantha Turcz. ex Ledeb.
37. Lonicera ciliosa Poir.
38. Lonicera ciliosissima C.Y.Wu
39. Lonicera cinerea Pojark.
40. Lonicera codonantha Rehder
41. Lonicera confusa DC.
42. Lonicera conjugialis Kellogg
43. Lonicera crassifolia Batalin
44. Lonicera cyanocarpa Franch.
45. Lonicera deleiensis C.E.C.Fisch. & Kaul
46. Lonicera demissa Rehder
47. Lonicera dioica L.
48. Lonicera elisae Franch.
49. Lonicera etrusca Santi, etruščanska kozja krv, orlovi nokti, zapletina
50. Lonicera fargesii Franch.
51. Lonicera fengkaiensis R.H.Miao & X.J.Liu
52. Lonicera ferdinandi Franch.
53. Lonicera ferruginea Rehder
54. Lonicera flava Sims
55. Lonicera floribunda Boiss. & Buhse
56. Lonicera fragilis H.Lév.
57. Lonicera fragrantissima Lindl. & Paxton
58. Lonicera glabrata Wall.
59. Lonicera glehnii F.Schmidt
60. Lonicera gracilipes Miq.
61. Lonicera graebneri Rehder
62. Lonicera griffithii Hook.f. & Thomson
63. Lonicera guatemalensis Véliz & E.Carrillo
64. Lonicera gynochlamydea Hemsl.
65. Lonicera harae Makino
66. Lonicera heckrottii Osborn
67. Lonicera × helvetica Brügger
68. Lonicera hemsleyana Rehder
69. Lonicera heterophylla Decne.
70. Lonicera heterotricha Pojark. & Zakirov
71. Lonicera hildebrandiana Collett & Hemsl.,  velika burmanska kozokrvina
72. Lonicera himalayensis Gand.
73. Lonicera hirsuta Eaton
74. Lonicera hispida Pall. ex Schult.
75. Lonicera hispidula (Lindl.) Douglas ex Torr. & A.Gray
76. Lonicera humilis Kar. & Kir.
77. Lonicera hypoglauca Miq.
78. Lonicera hypoleuca Decne.
79. Lonicera iberica M.Bieb.
80. Lonicera iliensis Pojark.
81. Lonicera implexa Aiton, isprepletena kozja krv,  božje drvce
82. Lonicera interrupta Benth.
83. Lonicera involucrata (Richardson) Banks ex Spreng.
84. Lonicera japonica Thunb.
85. Lonicera jarmilae Halda
86. Lonicera javanica DC.
87. Lonicera jilongensis P.S.Hsu & H.J.Wang
88. Lonicera kabylica (Batt.) Rehder
89. Lonicera kansuensis (Batalin) Pojark.
90. Lonicera karelinii Bunge
91. Lonicera kawakamii (Hayata) Masam.
92. Lonicera kingdonii C.E.C.Fisch. & Kaul
93. Lonicera korolkowii Stapf
94. Lonicera kurobushiensis Kadota
95. Lonicera laceana M.P.Nayar & G.S.Giri
96. Lonicera lanceolata Wall.
97. Lonicera leschenaultii Wall.
98. Lonicera ligustrina Wall.
99. Lonicera linderifolia Maxim.
100. Lonicera litangensis Batalin
101. Lonicera longiflora DC.
102. Lonicera longituba H.T.Chang
103. Lonicera maackii (Rupr.) Maxim.
104. Lonicera macrantha (D.Don) Spreng.
105. Lonicera magnibracteata M.P.Nayar & G.S.Giri
106. Lonicera malayana M.R.Hend.
107. Lonicera maximowiczii (Rupr.) Regel
108. Lonicera mexicana (Kunth) Rehder
109. Lonicera micrantha Trautv. ex Regel
110. Lonicera microphylla Willd. ex Schult.
111. Lonicera minutifolia Kitam.
112. Lonicera mochidzukiana Makino
113. Lonicera modesta Rehder
114. Lonicera morrowii A.Gray
115. Lonicera mucronata Rehder
116. Lonicera myrtilloides Purpus
117. Lonicera nervosa Maxim.
118. Lonicera nigra L., crno pasje grožđe,  crna kozja krv
119. Lonicera nubium (Hand.-Mazz.) Hand.-Mazz.
120. Lonicera nummulariifolia Jaub. & Spach
121. Lonicera oblata K.S.Hao ex P.S.Hsu & H.J.Wang
122. Lonicera oblongifolia Hook.
123. Lonicera obovata Royle ex Hook.f. & Thomson
124. Lonicera oiwakensis Hayata
125. Lonicera olgae Regel & Schmalh.
126. Lonicera oreodoxa Harry Sm. ex Rehder
127. Lonicera ovata Buch.-Ham. ex Hook.f.
128. Lonicera pamirica Pojark.
129. Lonicera pampaninii H.Lév.
130. Lonicera paradoxa Pojark.
131. Lonicera periclymenum L., šumska kozokrvina
132. Lonicera pilosa (Kunth) Spreng.
133. Lonicera praeflorens Batalin
134. Lonicera prostrata Rehder
135. Lonicera pulcherrima Ridl.
136. Lonicera purpurascens (Jacquem. ex Decne.) Walp.
137. Lonicera pyrenaica L.
138. Lonicera quinquelocularis Hardw.
139. Lonicera ramosissima Franch. & Sav. ex Maxim.
140. Lonicera reticulata Raf.
141. Lonicera retusa Franch.
142. Lonicera rhytidophylla Hand.-Mazz.
143. Lonicera robertsonii Gamble
144. Lonicera rupicola Hook.f. & Thomson
145. Lonicera ruprechtiana Regel
146. Lonicera × sargentii Rehder
147. Lonicera schmitziana Roezl ex Dippel
148. Lonicera semenovii Regel
149. Lonicera sempervirens L., vazdazelena kozja krv
150. Lonicera serreana Hand.-Mazz.
151. Lonicera setifera Franch.
152. Lonicera siamensis Gamble
153. Lonicera similis Hemsl.
154. Lonicera simulatrix Pojark.
155. Lonicera sovetkinae Tkatsch.
156. Lonicera spinosa (Decne.) Jacquem. ex Walp.
157. Lonicera stabiana Guss. ex Pasq.
158. Lonicera standishii Jacques
159. Lonicera stenantha Pojark.
160. Lonicera stephanocarpa Franch.
161. Lonicera steveniana Fisch. ex Pojark.
162. Lonicera strophiophora Franch.
163. Lonicera subaequalis Rehder
164. Lonicera subhispida Nakai
165. Lonicera sublabiata P.S.Hsu & H.J.Wang
166. Lonicera subsessilis Rehder
167. Lonicera subspicata Hook. & Arn.
168. Lonicera sumatrana Miq.
169. Lonicera tangutica Maxim.
170. Lonicera tatarica L., tatarska kozja krv
171. Lonicera tatarinowii Maxim.
172. Lonicera tianshanica Pojark.
173. Lonicera tolmatchevii Pojark.
174. Lonicera tomentella Hook.f. & Thomson
175. Lonicera tragophylla Hemsl.
176. Lonicera tricalysioides C.Y.Wu
177. Lonicera trichogyne Rehder
178. Lonicera trichosantha Bureau & Franch.
179. Lonicera trichosepala (Rehder) P.S.Hsu
180. Lonicera tschonoskii Maxim.
181. Lonicera tubuliflora Rehder
182. Lonicera utahensis S.Watson
183. Lonicera uzenensis Kadota
184. Lonicera vaccinioides Rehder
185. Lonicera vidalii Franch. & Sav.
186. Lonicera villosa (Michx.) Schult.
187. Lonicera virgultorum W.W.Sm.
188. Lonicera webbiana Wall. ex DC.
189. Lonicera × xylosteoides Tausch
190. Lonicera xylosteum L.,  crvena kozja krv
191. Lonicera yunnanensis Franch.
192. Lonicera zeravshanica Pojark.